# Carol Saboya
Carolina Job Sabóia, conhecida artisticamente como Carol Saboya (Rio de Janeiro, 10 de março de 1975) é uma cantora de música popular brasileira.
É filha do instrumentista e arranjador Antonio Adolfo e sobrinha do compositor Rui Maurity.

## Carreira
Começou a cantar aos 8 anos de idade, quando lançou um compacto ao lado de Miele. Ainda durante a infância, integrou coros em gravações de artistas como Erasmo Carlos e Ângela Rô Rô.
Morou nos Estados Unidos de 1989 e 1991, quando participou do disco Brasileiro, de Sérgio Mendes.
Em 1996, a cantora chamou a atenção da mídia pela interpretação da canção "Carta de Pedra", de Guinga e Aldir Blanc, no álbum e no show Aldir Blanc 50 Anos.
Dois anos depois, lança seu primeiro disco solo, Dança da Voz, que recebeu o prêmio Sharp na categoria Revelação MPB.
Com o guitarrista Nelson Faria gravou o disco Janelas Abertas, interpretando canções de Tom Jobim.
Em 2000, lança Sessão Passatempo.
Em 2009, lança seu oitavo trabalho, o CD Chão Aberto, com repertório totalmente dedicado à obra do músico Mário Sève.

## Discografia
- 2016 - Carolina
- 2015 - Copa Village (com Antonio Adolfo e Hendrik Meurkens)
- 2012 - Belezas
- 2010 - Lá e Cá - Here and There
- 2009 - Chão Aberto
- 2007 - Ao Vivo Live
- 2006 - Nova Bossa
- 2003 - Presente
- 2000 - Sessão Passatempo
- 1999 - Janelas abertas - Carol Saboya & Nelson Faria interpretam canções de Antonio Carlos Jobim
- 1998 - Dança da voz